# Arre (Gard)
Pour les articles homonymes, voir Arre.
Arre est une commune française située dans l'ouest du département du Gard, en région Occitanie.
Exposée à un climat de montagne, elle est drainée par l'Arre et par divers autres petits cours d'eau. Incluse dans les Cévennes, la commune possède un patrimoine naturel remarquable : deux sites Natura 2000 (le « causse de Blandas » et les « gorges de la Vis et cirque de Navacelles ») et trois zones naturelles d'intérêt écologique, faunistique et floristique.
Arre est une commune rurale qui compte 258 habitants en 2022, après avoir connu un pic de population de 682 habitants en 1896. Elle fait partie de l'aire d'attraction du Vigan. Ses habitants sont appelés les Arrois et Arroises.

## Géographie

### Hydrographie et relief
La commune est traversée par l'Arre dont elle tient son nom.
Sur les pentes du Causse de Blandas qui surplombent le village, installé dans la vallée de l'Arre, apparaissent périodiquement après de fortes pluies de grosses résurgences.

### Climat
Pour des articles plus généraux, voir Climat de l'Occitanie et Climat du Gard.
En 2010, le climat de la commune est de type climat des marges montargnardes, selon une étude s'appuyant sur une série de données couvrant la période 1971-2000. En 2020, Météo-France publie une typologie des climats de la France métropolitaine dans laquelle la commune est dans une zone de transition entre le climat de montagne et le climat méditerranéen et est dans une zone de transition entre les régions climatiques « Provence, Languedoc-Roussillon » et « Sud-est du Massif Central ».
Pour la période 1971-2000, la température annuelle moyenne est de 12,9 °C, avec une amplitude thermique annuelle de 16,3 °C. Le cumul annuel moyen de précipitations est de 1 378 mm, avec 9 jours de précipitations en janvier et 3,8 jours en juillet. Pour la période 1991-2020, la température moyenne annuelle observée sur la station météorologique la plus proche, située sur la commune d'Alzon à 6 km à vol d'oiseau, est de 11,5 °C et le cumul annuel moyen de précipitations est de 1 372,8 mm,. Pour l'avenir, les paramètres climatiques de la commune estimés pour 2050 selon différents scénarios d'émission de gaz à effet de serre sont consultables sur un site dédié publié par Météo-France en novembre 2022.

### Voies de communication et transports
Arre est traversée par la D 999 permettant de rejoindre Le Vigan à l'est et l'autoroute A75 à l'ouest.
La commune est également traversée par l'ancienne ligne de Tournemire - Roquefort au Vigan, désormais praticable comme voie verte vers l'est entre l'ancienne gare d'Arre-et-Bez et l'ancienne gare de Molières-Cavaillac.
La ligne 101 du réseau liO dessert la commune, à raison d'un aller-retour le samedi uniquement.

### Milieux naturels et biodiversité

#### Espaces protégés
La protection réglementaire est le mode d’intervention le plus fort pour préserver des espaces naturels remarquables et leur biodiversité associée,.
Dans ce cadre, la commune fait partie de l'aire d'adhésion du Parc national des Cévennes. Ce  parc national, créé en 1967, est un territoire de moyenne montagne formé de cinq entités géographiques : le massif de l'Aigoual, le causse Méjean avec les gorges du Tarn et de la Jonte, le mont Lozère, les vallées cévenoles ainsi que le piémont cévenol.
La commune fait partie de la zone de transition des Cévennes, un territoire d'une superficie de 116 032 ha reconnu réserve de biosphère par l'UNESCO en 1985 pour la mosaïque de milieux naturels qui la composent et qui abritent une biodiversité exceptionnelle, avec 2 400 espèces animales, 2 300 espèces de plantes à fleurs et de fougères, auxquelles s’ajoutent d’innombrables mousses, lichens, champignons,.

#### Réseau Natura 2000

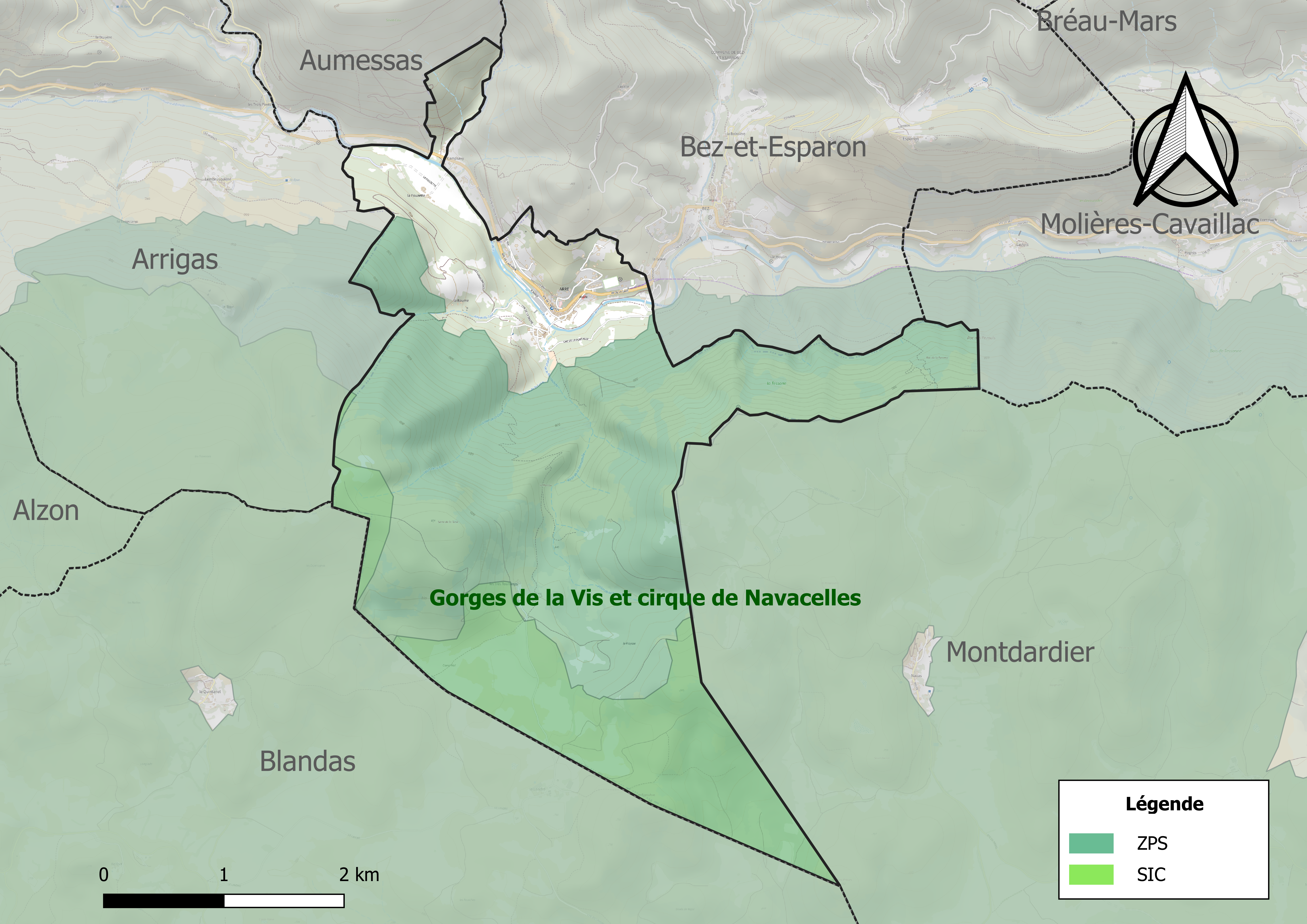
Site Natura 2000 sur le territoire communal.

Le réseau Natura 2000 est un réseau écologique européen de sites naturels d'intérêt écologique élaboré à partir des directives habitats et oiseaux, constitué de zones spéciales de conservation (ZSC) et de zones de protection spéciale (ZPS). 
Un site Natura 2000 a été défini sur la commune au titre de la directive habitats :
- le « causse de Blandas », d'une superficie de 7 913 ha, fait partie des causses méridionaux, un ensemble régional original unique en Europe. Il est le plus grand ensemble de formations herbeuses sèches semi-naturelles en France et abrite un grand nombre d’espèces endémiques[15]

et un au titre de la directive oiseaux : 
- les « gorges de la Vis et cirque de Navacelles », d'une superficie de 20 277 ha, qui offrent aux oiseaux les milieux nécessaires à la reproduction, à l’hivernage ou au repos en phase migratoire. Il compte, à différentes périodes de l’année, un grand nombre d’espèces remarquables à l’échelle européenne[16].

#### Zones naturelles d'intérêt écologique, faunistique et floristique
L’inventaire des zones naturelles d'intérêt écologique, faunistique et floristique (ZNIEFF) a pour objectif de réaliser une couverture des zones les plus intéressantes sur le plan écologique, essentiellement dans la perspective d’améliorer la connaissance du patrimoine naturel national et de fournir aux différents décideurs un outil d’aide à la prise en compte de l’environnement dans l’aménagement du territoire. 
Une ZNIEFF de type 1 est recensée sur la commune :
le « bois de la Tessonne » (507 ha), couvrant 5 communes du département et deux ZNIEFF de type 2, : 
- le « causse de Blandas » (9 113 ha), couvrant 12 communes dont 11 dans le Gard et 1 dans l'Hérault[19] ;
- les « vallées amont de l'Hérault » (21 533 ha), couvrant 23 communes dont 22 dans le Gard et 1 dans l'Hérault[20].

Carte des ZNIEFF de type 1 et 2 à Arre.
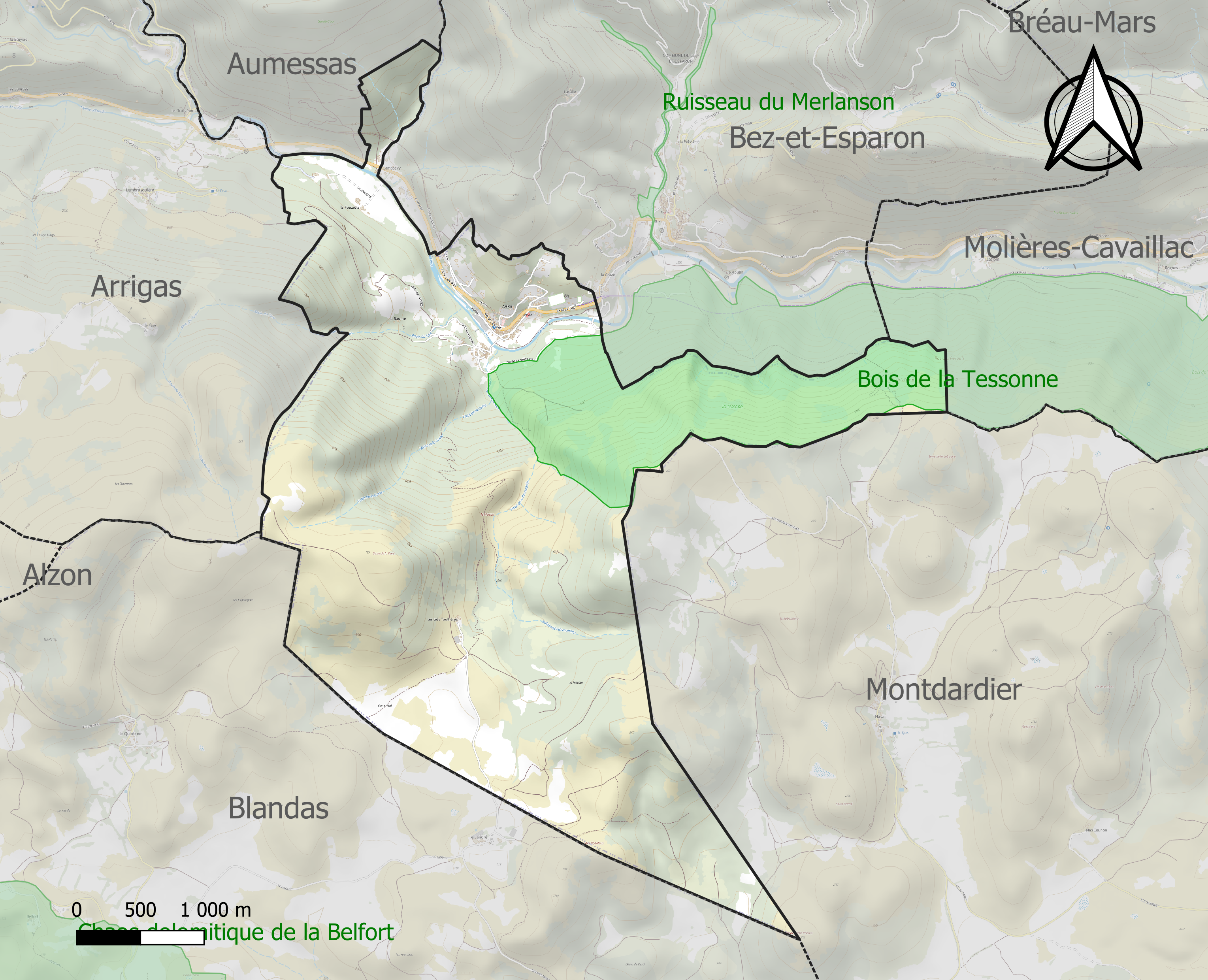
Carte de la ZNIEFF de type 1 sur la commune.
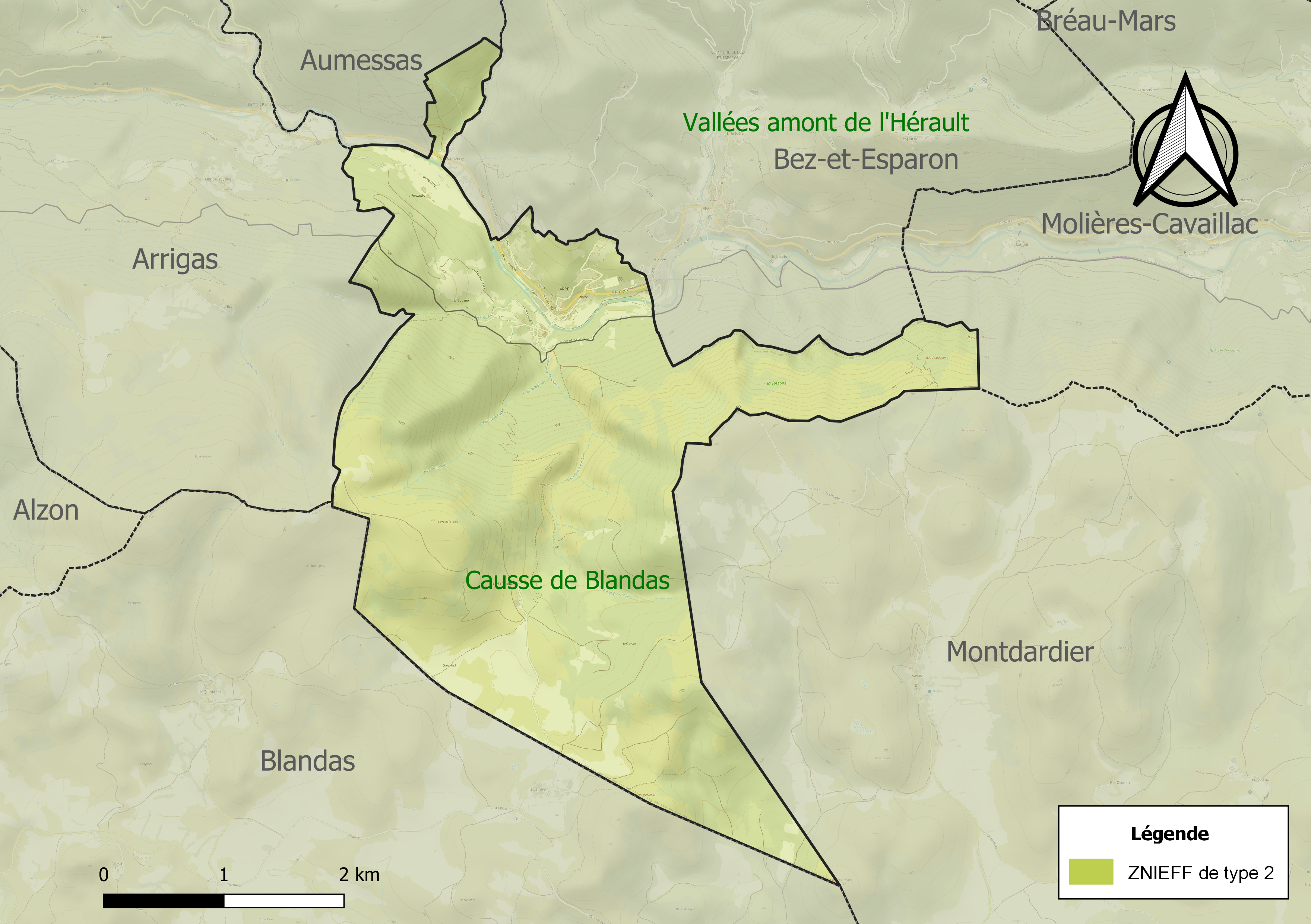
Carte des ZNIEFF de type 2 sur la commune.

## Urbanisme

### Typologie
Au 1er janvier 2024, Arre est catégorisée commune rurale à habitat dispersé, selon la nouvelle grille communale de densité à sept niveaux définie par l'Insee en 2022.
Elle est située hors unité urbaine. Par ailleurs la commune fait partie de l'aire d'attraction du Vigan, dont elle est une commune de la couronne,. Cette aire, qui regroupe 20 communes, est catégorisée dans les aires de moins de 50 000 habitants,.

### Occupation des sols
L'occupation des sols de la commune, telle qu'elle ressort de la base de données européenne d’occupation biophysique des sols Corine Land Cover (CLC), est marquée par l'importance des forêts et milieux semi-naturels (78 % en 2018), en augmentation par rapport à 1990 (73,4 %). La répartition détaillée en 2018 est la suivante : 
forêts (51,5 %), milieux à végétation arbustive et/ou herbacée (26,5 %), zones agricoles hétérogènes (14,4 %), prairies (7,5 %). L'évolution de l’occupation des sols de la commune et de ses infrastructures peut être observée sur les différentes représentations cartographiques du territoire : la carte de Cassini (XVIIIe siècle), la carte d'état-major (1820-1866) et les cartes ou photos aériennes de l'IGN pour la période actuelle (1950 à aujourd'hui).

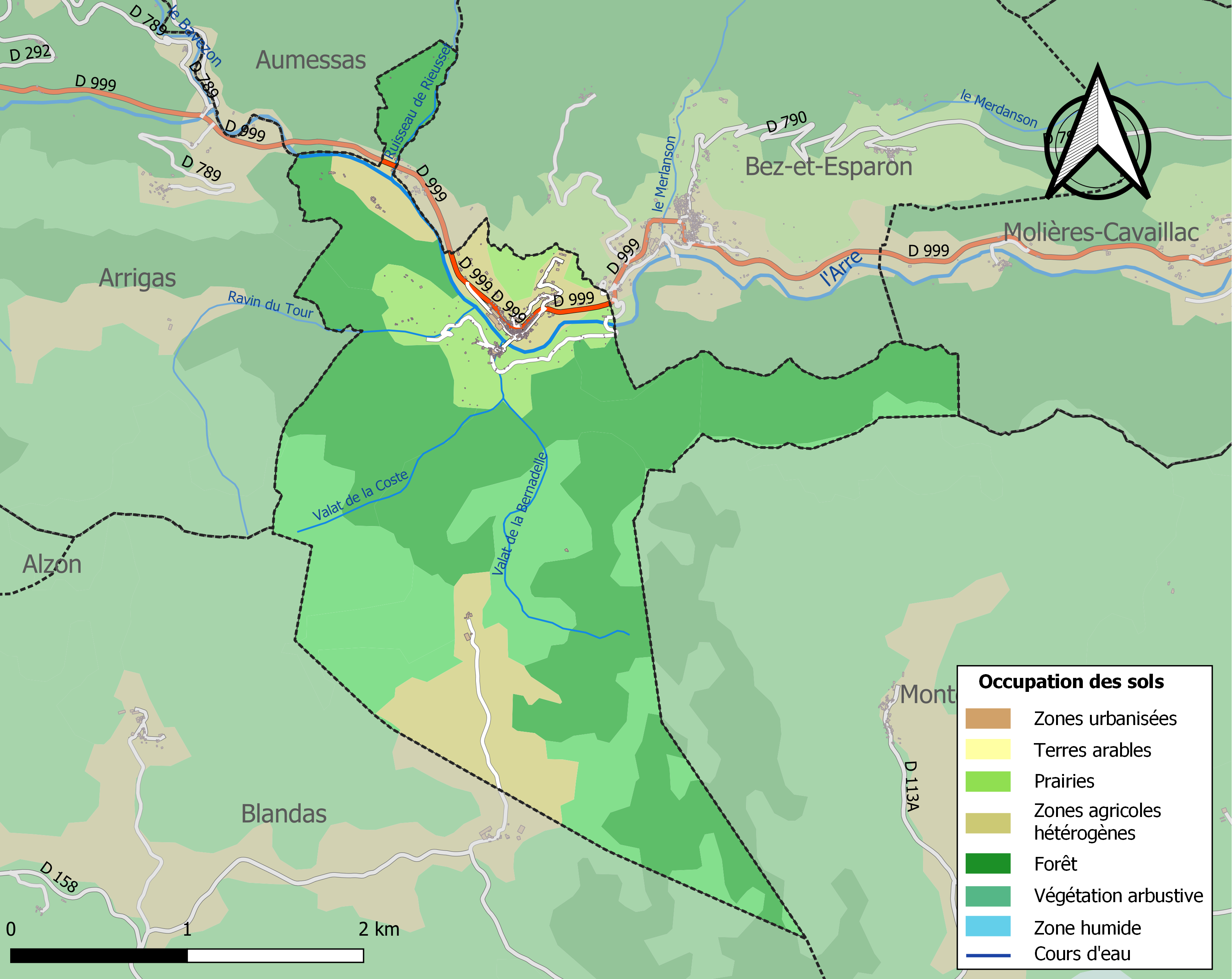
Carte des infrastructures et de l'occupation des sols de la commune en 2018 (CLC).

### Risques majeurs
Le territoire de la commune d'Arre est vulnérable à différents aléas naturels : météorologiques (tempête, orage, neige, grand froid, canicule ou sécheresse), inondations, feux de forêts et séisme (sismicité faible). Il est également exposé à un risque particulier : le risque de radon. Un site publié par le BRGM permet d'évaluer simplement et rapidement les risques d'un bien localisé soit par son adresse soit par le numéro de sa parcelle.

#### Risques naturels
Certaines parties du territoire communal sont susceptibles d’être affectées par le risque d’inondation par débordement de cours d'eau, notamment l'Arre. La commune a été reconnue en état de catastrophe naturelle au titre des dommages causés par les inondations et coulées de boue survenues en 1982, 1994 et 2003,.

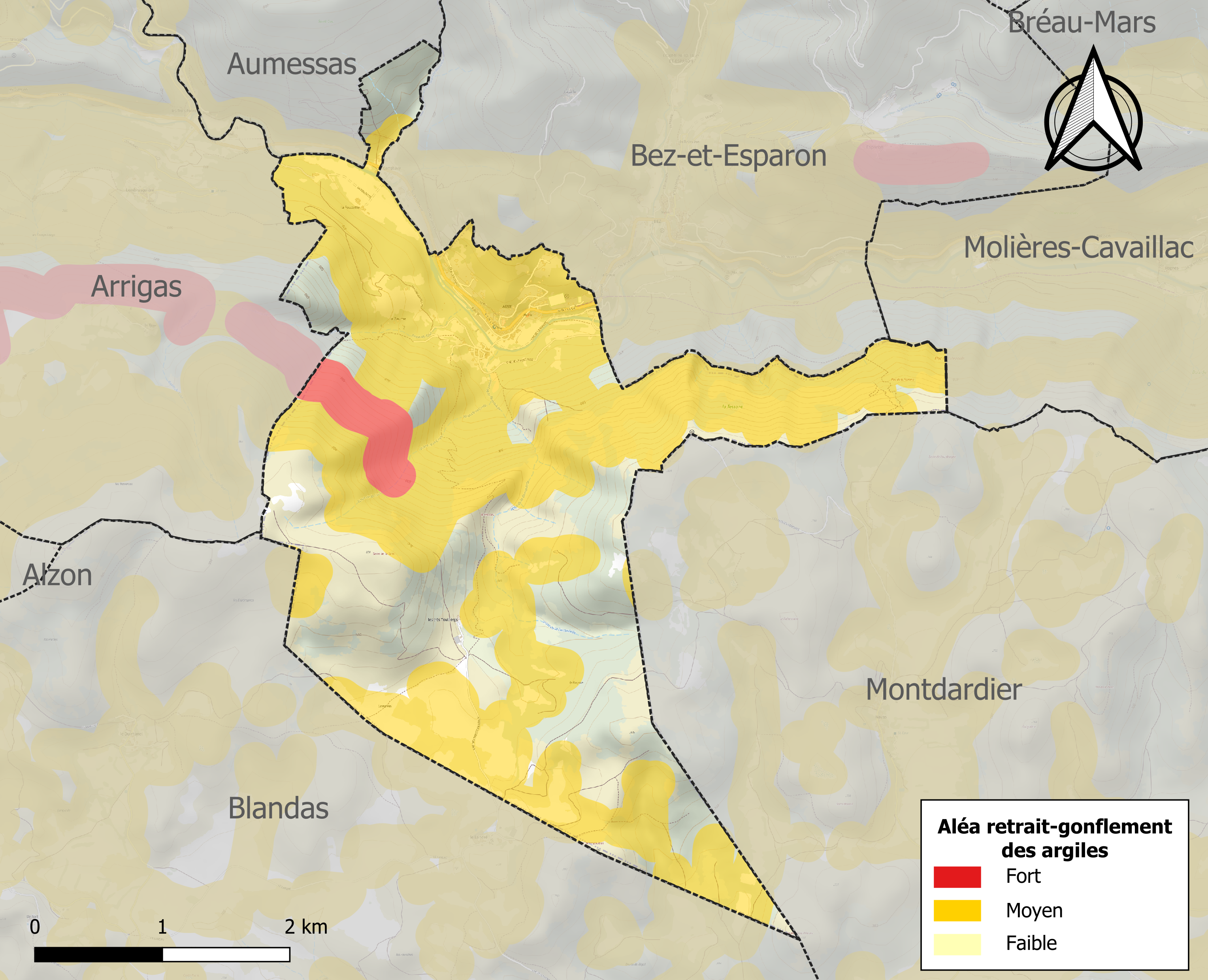
Carte des zones d'aléa retrait-gonflement des sols argileux d'Arre.

Le retrait-gonflement des sols argileux est susceptible d'engendrer des dommages importants aux bâtiments en cas d’alternance de périodes de sécheresse et de pluie. 67,5 % de la superficie communale est en aléa moyen ou fort (67,5 % au niveau départemental et 48,5 % au niveau national). Sur les 148 bâtiments dénombrés sur la commune en 2019, 146 sont en aléa moyen ou fort, soit 99 %, à comparer aux 90 % au niveau départemental et 54 % au niveau national. Une cartographie de l'exposition du territoire national au retrait gonflement des sols argileux est disponible sur le site du BRGM,.
Par ailleurs, afin de mieux appréhender le risque d’affaissement de terrain, l'inventaire national des cavités souterraines permet de localiser celles situées sur la commune.

#### Risque particulier
Dans plusieurs parties du territoire national, le radon, accumulé dans certains logements ou autres locaux, peut constituer une source significative d’exposition de la population aux rayonnements ionisants. Certaines communes du département sont concernées par le risque radon à un niveau plus ou moins élevé. Selon la classification de 2018, la commune d'Arre est classée en zone 2, à savoir zone à potentiel radon faible mais sur lesquelles des facteurs géologiques particuliers peuvent faciliter le transfert du radon vers les bâtiments.

## Histoire

### Préhistoire
Sur le rebord nord du Causse de Blandas se trouve deux monuments mégalithiques bâtis à la période néolithique (environ 3000 ans avent J.-C.) :
- le menhir du Serre de la Tune long de 4 mètres de long mais couché et brisé en quatre morceaux. Il aurait été abattu vers 1920 par des bergers qui croyaient trouver un trésor à sa base ;
- le dolmen de la Peyre Cabucelade (la pierre au couvercle) surnommé en occitan l'Ostalet de las Fadas (soit en français : la petite maison des fées), beau tombeau mégalithique recouvert par une grande dalle de dolomie.

Cette grande dalle dut être traînée sur plusieurs centaines de mètres pour pouvoir couvrir ce monument.

### Époque contemporaine
L'entreprise familiale fondée par les Brun d'Arre occupait vers 1890 près de 1 300 personnes et fabriquait les bas de marque « Lys », première marque créée pour un article de fantaisie. Les ouvriers et ouvrières employés par la société bénéficiaient d'avantages tels que des loyers modérés, des jardins ouvriers, des cantines, une bibliothèque, des sociétés musicales...
Dans son ouvrage Un coin des Cévennes, Camille Chante (pharmacien du Vigan) écrit sur les établissements Brun à Arre : « cette importante manufacture, la plus ancienne de la région, remonte à 1740. Depuis, une même famille la dirige et n'a cessé, en se succédant de père en fils de poursuivre avec opiniâtreté, un double but de prospérité industrielle et régionale ».

## Politique et administration
| Période                                  | Période  | Identité       | Étiquette | Qualité    |
| ---------------------------------------- | -------- | -------------- | --------- | ---------- |
| 1870                                     | 1903     | Louis Brun     |           |            |
| 1904                                     | 1907     | Antoine Brun   |           |            |
| 1912                                     | 1962     | Marcel Brun    |           |            |
| 2001                                     | 2008     | Claude Reboul  | DVG       |            |
| 2008                                     | En cours | Stéphane Malet | DVG       | Commerçant |
| Les données manquantes sont à compléter. |          |                |           |            |

## Démographie
L'évolution du nombre d'habitants est connue à travers les recensements de la population effectués dans la commune depuis 1793. Pour les communes de moins de 10 000 habitants, une enquête de recensement portant sur toute la population est réalisée tous les cinq ans, les populations de référence des années intermédiaires étant quant à elles estimées par interpolation ou extrapolation. Pour la commune, le premier recensement exhaustif entrant dans le cadre du nouveau dispositif a été réalisé en 2006.

En 2022, la commune comptait 258 habitants, en évolution de −9,15 % par rapport à 2016 (Gard : +2,97 %, France hors Mayotte : +2,11 %).
| 1793 | 1800 | 1806 | 1821 | 1831 | 1836 | 1841 | 1846 | 1851 |
| ---- | ---- | ---- | ---- | ---- | ---- | ---- | ---- | ---- |
| 424  | 394  | 506  | 499  | 502  | 529  | 542  | 580  | 542  |

| 1856 | 1861 | 1866 | 1872 | 1876 | 1881 | 1886 | 1891 | 1896 |
| ---- | ---- | ---- | ---- | ---- | ---- | ---- | ---- | ---- |
| 579  | 648  | 578  | 571  | 560  | 582  | 589  | 667  | 682  |

| 1901 | 1906 | 1911 | 1921 | 1926 | 1931 | 1936 | 1946 | 1954 |
| ---- | ---- | ---- | ---- | ---- | ---- | ---- | ---- | ---- |
| 548  | 560  | 560  | 429  | 410  | 409  | 439  | 408  | 417  |

| 1962 | 1968 | 1975 | 1982 | 1990 | 1999 | 2006 | 2011 | 2016 |
| ---- | ---- | ---- | ---- | ---- | ---- | ---- | ---- | ---- |
| 420  | 388  | 315  | 320  | 296  | 283  | 287  | 290  | 284  |

| 2021 | 2022 | - | - | - | - | - | - | - |
| ---- | ---- | - | - | - | - | - | - | - |
| 268  | 258  | - | - | - | - | - | - | - |

## Économie

### Revenus
En 2018  (données Insee publiées en septembre 2021), la commune compte 130 ménages fiscaux, regroupant 262 personnes. La médiane du revenu disponible par unité de consommation est de 16 930 € (20 020 € dans le département).

### Emploi
|                | 2008   | 2013  | 2018   |
| -------------- | ------ | ----- | ------ |
| Commune        | 9 %    | 8,7 % | 11,6 % |
| Département    | 10,6 % | 12 %  | 12 %   |
| France entière | 8,3 %  | 10 %  | 10 %   |

En 2018, la population âgée de 15 à 64 ans s'élève à 165 personnes, parmi lesquelles on compte 78,5 % d'actifs (66,8 % ayant un emploi et 11,6 % de chômeurs) et 21,5 % d'inactifs,. Depuis 2008, le taux de chômage communal (au sens du recensement) des 15-64 ans est inférieur à celui du département, mais supérieur à celui de la France.
La commune fait partie de la couronne de l'aire d'attraction du Vigan, du fait qu'au moins 15 % des actifs travaillent dans le pôle,. Elle compte 27 emplois en 2018, contre 43 en 2013 et 35 en 2008. Le nombre d'actifs ayant un emploi résidant dans la commune est de 110, soit un indicateur de concentration d'emploi de 24,5 % et un taux d'activité parmi les 15 ans ou plus de 55,7 %.
Sur ces 110 actifs de 15 ans ou plus ayant un emploi, 17 travaillent dans la commune, soit 16 % des habitants. Pour se rendre au travail, 90,8 % des habitants utilisent un véhicule personnel ou de fonction à quatre roues, 0,9 % les transports en commun, 5,5 % s'y rendent en deux-roues, à vélo ou à pied et 2,7 % n'ont pas besoin de transport (travail au domicile).

### Activités hors agriculture
24 établissements sont implantés  à Arre au 31 décembre 2019. Le tableau ci-dessous en détaille le nombre par secteur d'activité et compare les ratios avec ceux du département,.
Le secteur de la construction est prépondérant sur la commune puisqu'il représente 29,2 % du nombre total d'établissements de la commune (7 sur les 24 entreprises implantées  à Arre), contre 15,5 % au niveau départemental.

### Agriculture
|               | 1988 | 2000 | 2010 | 2020 |
| ------------- | ---- | ---- | ---- | ---- |
| Exploitations | 9    | 1    | 2    | 3    |
| SAU (ha)      | 285  | 264  | 10   | 150  |

La commune est dans les Cévennes, une petite région agricole occupant l'ouest du département du Gard. En 2020, l'orientation technico-économique de l'agriculture  sur la commune est la polyculture et/ou le polyélevage. Trois exploitations agricoles ayant leur siège dans la commune sont dénombrées lors du recensement agricole de 2020 (neuf en 1988). La superficie agricole utilisée est de 150 ha,,.

## Culture locale et patrimoine

### Lieux et monuments
- Dolmen de la Peyre Cabucelade sur le rebord nord du causse de Blandas.
- Menhir du Serre de la Tune sur le rebord nord du causse de Blandas.
- Église Notre-Dame d'Arre.
- Église Saint-Blaise d'Arre, bâtie fin XIXe siècle.
- Château d'Arre (le Castellas). Pillé et brûlé pendant la Révolution. il n'en reste que les voûtes et soubassements.
- Château des Usines Brun d'Arre. Ses grilles sont classées MH et viennent du château des Tuileries à Paris.
- Vieux pont XIIe siècle qui unit la partie principale du village au quartier dit de « l'Orphelinat ».
- Usines de bonneterie et de teinturerie Brun d'Arre.
- Ancien orphelinat, bâti à l'emplacement de l'ancienne chapelle Sainte-Anne.
- Grotte des Calles, une des entrées du réseau de la Tessonne, située sur le causse de Blandas[35].

### Personnalités liées à la commune
- La famille Bastier de Bez.
- La famille Brun d'Arre.

### Héraldique
| Blason de Arre (Gard) | Blason  | De sinople à la tour d'argent senestrée d'un avant-mur du même, le tout maçonné de sable. |
| Blason de Arre (Gard) | Détails |                                                                                           |